# Kostel svatého Václava (Nové Sedlo)
Kostel svatého Václava (někdy uváděn též jako Kostel Nejsvětější Trojice a svatého Václava) je římskokatolický farní kostel zasvěcený svatému Václavovi v Novém Sedle v okrese Louny. Od roku 1964 je chráněn jako kulturní památka. Stojí na hřbitově na okraji říční terasy v jihovýchodní části vesnice. Postaven byl v barokním slohu v letech 1735–1737.

## Stavební podoba
Jednolodní kostel je orientovaný k jihovýchodu. Západnímu průčelí dominují dvě hranolové věže, které mezi sebou svírají štít. V ose průčelí se nachází vstupní portál a nad ním složitě tvarované okno. Průčelí dále člení nárožní a sdružené pilastry s bohatou ornamentální výzdobou na hlavicích. Fasády na ostatních stranách jsou zdobené lizénovými rámci. Presbytář je obdélný a má zkosená nároží. Na bočních stranách k němu přiléhají přístavky sakristie a oratoře. Uvnitř kostela se nachází kruchta zaklenutá včetně podkruchtí plackovou klenbou. Plackovou klenbou je sklenutá také kostelní loď, kde klenbu lemují lunety. Presbytář je od lodi oddělen půlkruhovým vítězným obloukem.

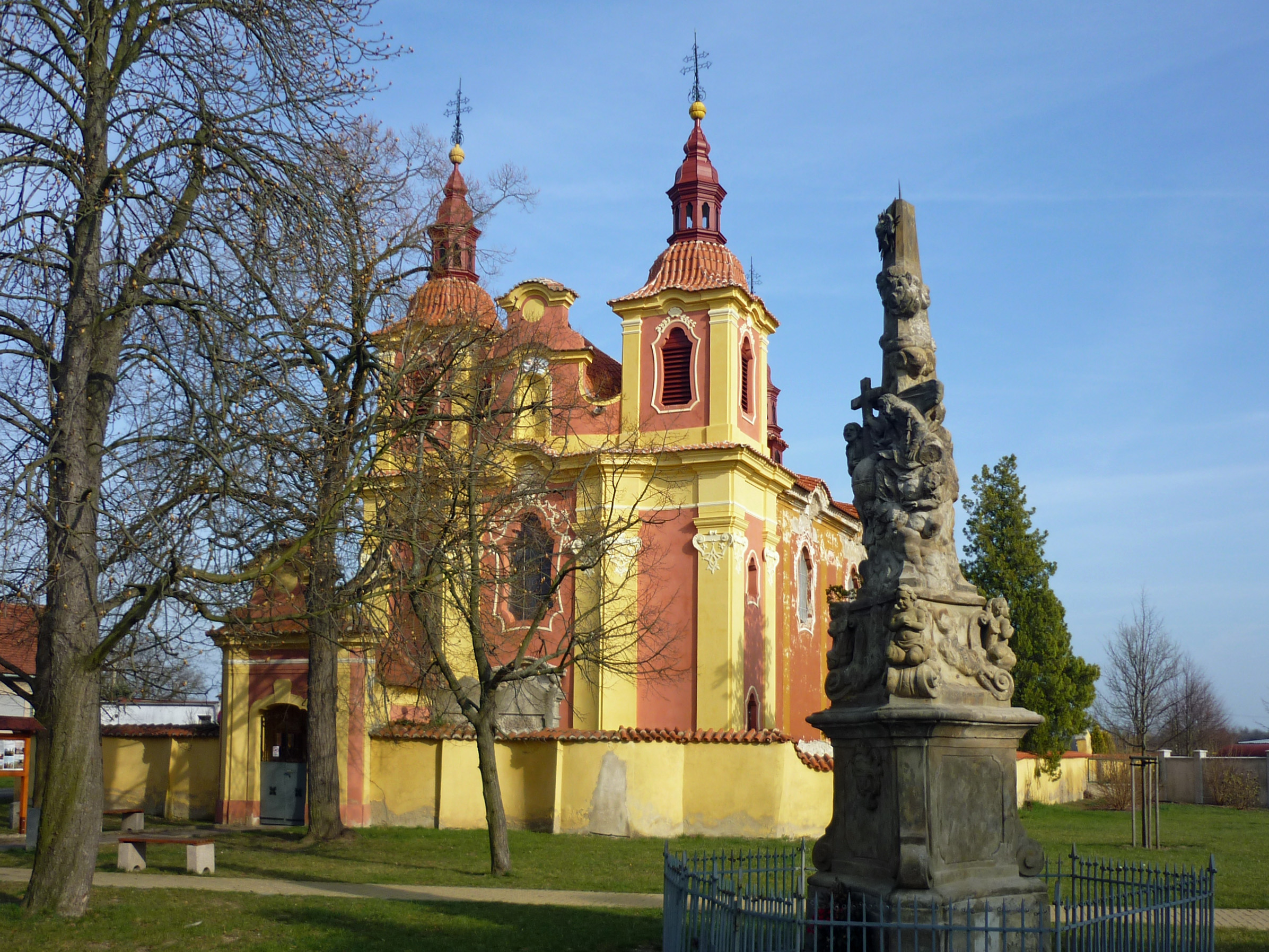
Sloup Nejsvětější Trojice před kostelem

Interiér kostela zdobí bohatá štuková výzdoba a nástěnné malby. Na stropě lodi je namalován obraz s motivem setkání svatého Václava s králem Jindřichem Ptáčníkem na sněmu v Řezně a další motivy z Václavova života. Ve štukových rámech jsou malby alegorií ctností.

## Vybavení
Oltář je tvořen prostorově rozvinutou architekturou natřenou červenou barvou a vyloženou zrcadlovými skly. V centru se nachází obraz Zavraždění svatého Václava od Františka Lichtenreitera se sochami svatého Josefa a svatého Jáchyma po stranách. Boční oltáře Panny Marie Pomocné a svaté Anny jsou pilastrové, se zasklenou skříní s obrazem, figurálním nástavcem a bohatým řezbářským dekorem. Jejich součástí jsou sochy světců. Autorem soch v kostele je Jan Václav Grauer. K zařízení dále patří kazatelna a křtitelnice vestavěné do dřevěného obložení vítězného oblouku a dvě zprohýbané zpovědnice se sochami krále Davida a Marie Magdaleny. Zábradlí presbytáře je z červeného mramoru. Na kruchtě se nachází šestidílná varhanní skříň.

## Okolí kostela
Západně od vstupu na hřbitov stojí barokní památkově chráněný sloup Nejsvětější Trojice z doby okolo roku 1730.

## Program záchrany architektonického dědictví
V rámci Programu záchrany architektonického dědictví bylo v letech 1995-2014 na opravu památky čerpáno 3 485 000 Kč.
| rok    | 2008 | 2009 | 2010 | 2011 | 2012 | 2013 | 2014 |
| ------ | ---- | ---- | ---- | ---- | ---- | ---- | ---- |
| částka | 700  | 500  | 420  | 535  | 380  | 400  | 550  |